# Шестаков, Константин Константинович
Константин Константинович Шестаков (23 апреля 1923 — 27 июня 1944) — участник Великой Отечественной войны, гвардии красноармеец,  стрелок 129-го гвардейского стрелкового полка 45-й гвардейской стрелковой дивизии 21 армии Ленинградского фронта, Герой Советского Союза.

## Биография
Константин Константинович Шестаков родился 23 апреля  1923 года, согласно сведениям  в словаре Герои Советского Союза , в посёлке Карабулак Казахской ССР  (в настоящее время   Республика Казахстан)  в семье крестьянина.  Согласно  данным ОБД  Мемориал место рождения посёлок Кировск Талды -  Курганского района Алма -  Атинской области  Казахской ССР.  Русский. Окончил 7 классов школы. Работал трактористом на машинно-тракторной станции (принятое сокращённое название - МТС).
Призван в  Красную армию 16.07.1942 года  Талды-Курганским районным военным комиссариатом (РВК)  Алма-Атинской  области  Казахской  ССР,  с сентября  1942 года  принимает участие  в боевых действиях (согласно наградному листу на представление к званию Героя Советского Союза  в армии с сентября 1941 г.).
В январе 1943 года  в составе 129-го гвардейского стрелкового полка участвовал в прорыве блокады Ленинграда. 
В 1943 году награжден медалью За оборону Ленинграда.
В начале 1944 года участвовал в боях по полному снятию блокады Ленинграда. 
27.3.1944 года во время боёв в районе Нарвы получил осколочное ранение.
Летом 1944 года 129-й гвардейский стрелковый  полк 45-й гвардейской стрелковой дивизии,  в котором воевал К.К. Шестаков,  принимает участие в освобождении   Ленинградской области во время проведения  Выборгской наступательной операции Ленинградского фронта против войск финской армии на Карельском перешейке.  Приказом Верховного Главнокомандующего № 0172 22 июня 1944 года за отличие в боях с немецко – финскими захватчиками   при прорыве сильно укрепленной долговременной обороны противника на Карельском перешейке севернее города Ленинграда  полку  присвоено почётное наименование Ленинградский.
Подвиг  гвардии красноармеец  Шестаков совершил  во время продолжения наступления Ленинградского фронта после освобождения города Выборга.
С 25 июня 1944 года 129-й гвардейский стрелковый полк  участвует в сражении при Тали — Ихантала в районе станции Тали.
27 июня 1944 года шел упорный бой за высоту 43.0., занятую противником. 5-я стрелковая рота успеха не имела, продвижению роты препятствовал огонь финского пулемёта, расчёт которого укрывался за большими валунами.
Гвардии красноармеец Шестаков вызвался уничтожить вражескую огневую точку. Пренебрегая опасностью, отважный воин под прикрытием огня товарищей подполз к месту расположения пулемёта противника, уничтожил гранатами его расчёт, захватил вражеский пулемёт и открыл из него огонь по противнику. Это послужило сигналом к атаке роты, рота ворвалась на высоту и завязала гранатный бой с финнами, выбивая их из траншей. Огнем из захваченного вражеского пулемёта Шестаков вывел из строя около 50 солдат и офицеров врага. Будучи тяжело раненным, Константин Шестаков продолжал вести бой. Когда все патроны были израсходованы и пулемёт умолк, вражеские солдаты бросились на К. К. Шестакова, пытаясь захватить его в плен. Собрав последние силы, он поднялся, бросил гранату, уничтожил трех наседавших на него финнов и сам погиб смертью героя. Рота захватила важную высоту и, преследуя финнов, вышла на шоссейную дорогу, выполнив задачу.
Константин Константинович Шестаков похоронен на Мемориале Петровка (воинское захоронение № 30), расположенном на 10-м километре Светогорского шоссе в Каменногорском городском поселении Выборгского района Ленинградской области.
За мужество и самопожертвование во имя Родины Указом Президиума Верховного Совета СССР от 24 марта 1945 года гвардии красноармеец Шестаков Константин Константинович посмертно награждён высшей наградой Союза ССР Орденом Ленина и ему присвоено звание Героя Советского Союза .

## Награды
- Медаль «Золотая Звезда»  (Указ Президиума Верховного Совета СССР от  24 марта 1945 г.)
- Орден Ленина  (Указ Президиума Верховного Совета СССР от  24 марта 1945 г.)
- Медаль «За Оборону Ленинграда».

## Память

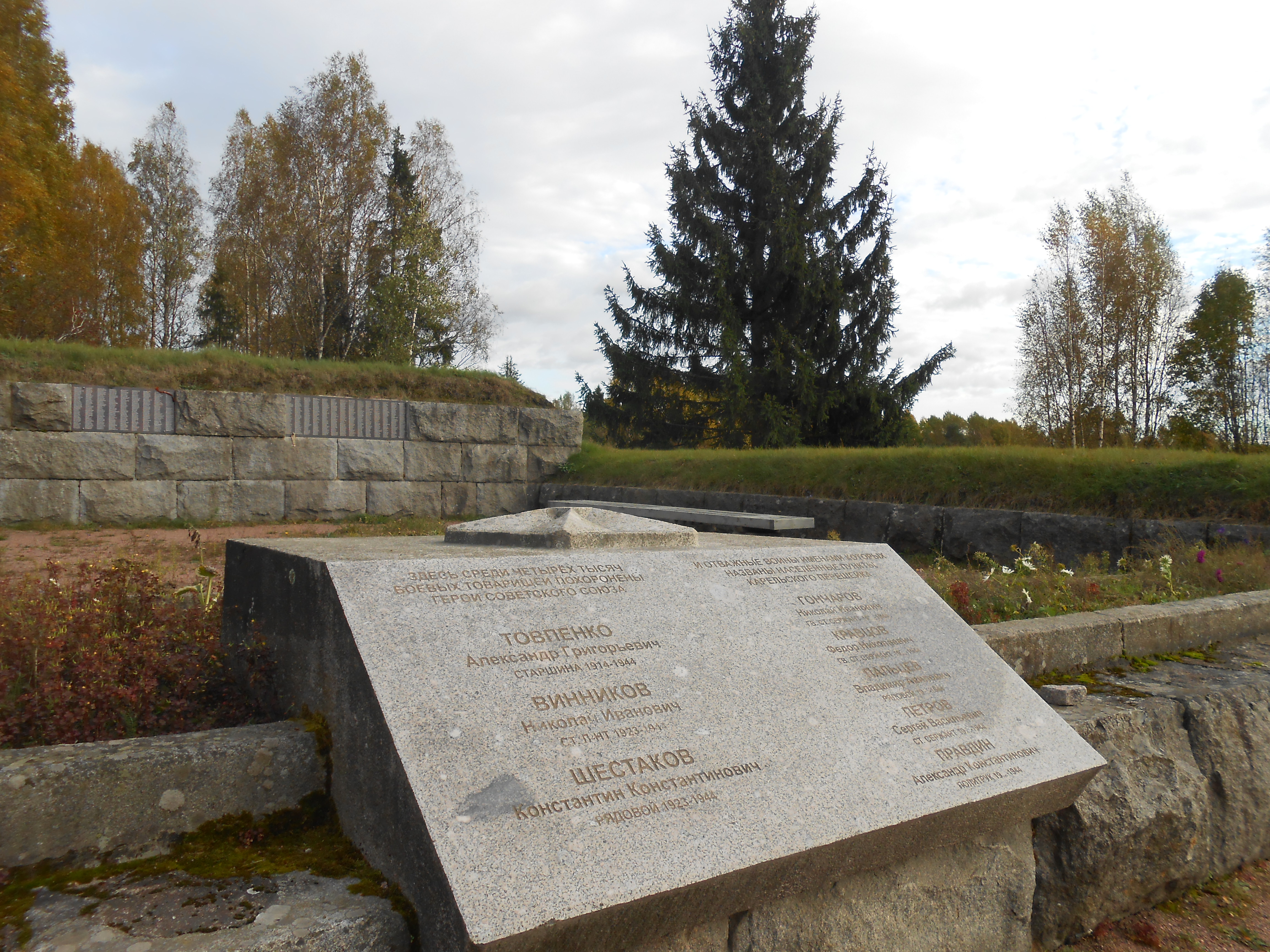
Мемориал Петровка (воинское захоронение № 30).  Плита, на которой увековечен К.К. Шестаков
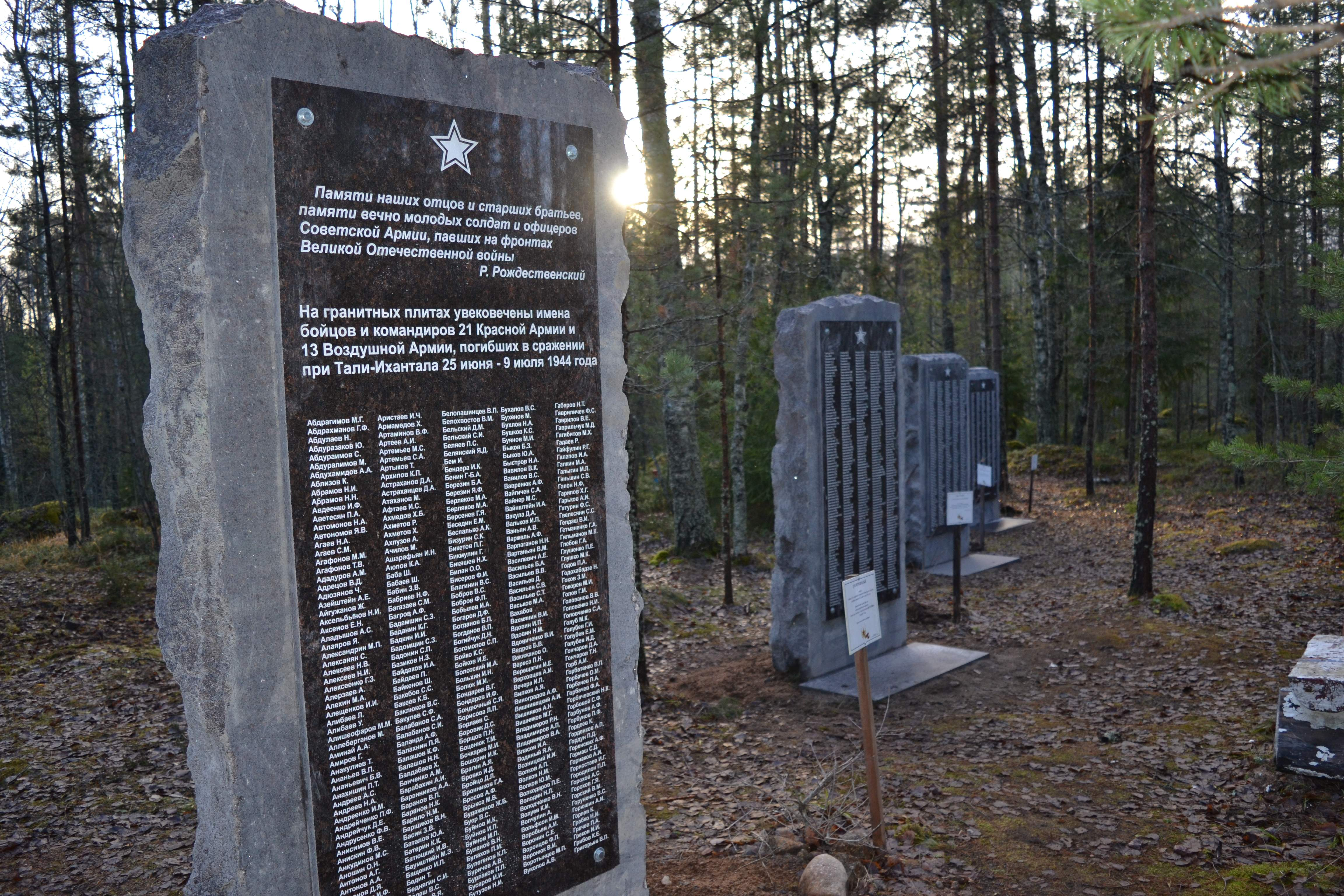
Военно - патриотический маршрут Тропа имени Героя Советского Союза Константина Шестакова. Расположение: Ленинградская область, Выборгский район, Каменногорское городское поселение. Маршрут открыт 2 июля 2017 года[12].

- Памятник Константину Константиновичу Шестакову был установлен в городе Выборге на улице Кривоносова. В 1985 году памятник перенесли на территорию войсковой части 138-й гвардейской отдельной мотострелковой бригады в посёлке Каменка[13].
- Приказом министра обороны СССР от 11 июня 1958 года К. К. Шестаков навечно зачислен в списки 129-го гвардейского Ленинградского мотострелкового полка 45-й гвардейской мотострелковой дивизии (ныне 697-й гвардейский мотострелковый батальон 138-й гвардейской отдельной мотострелковой бригады).
- Именем Героя названы построенное на Выборгском судостроительным заводе судно — лесовоз «Константин Шестаков»[14], улица и школа в посёлке Карабулак Алматинской области, улица в городе Выборге Ленинградской области. На здании бывшей школы на улице Шестакова установлена мемориальная доска.
- В 2019 г. в год 75-летия подвига гвардии красноармейца Шестакова Общественной организацией ветеранов Вооружённых Сил РФ города Выборга и Выборгского района «Офицеры 30 Гвардейского Армейского Корпуса»[15] учреждена памятная медаль «Константин Шестаков»[16].